# فرانك سول (كرة سلة)
فرانك سول (بالإنجليزية: Frank Saul)‏ مواليد 16 فبراير 1924، هو لاعب كرة سلة أمريكي معتزل. بدأ مسيرته الاحترافية في سنة 1949. تم اختياره من قبل فريق سكرامنتو كينغز خلال الدرافت. يبلغ طوله 6 قدم 2 بوصة (1.9 م). اعتزل اللعب في 1955. فاز بلقب دوري إن بي إيه.

## المسيرة الاحترافية
لعب مع سكرامنتو كينغز من سنة 1949 إلى 1951، ثم لعب مع بالتيمور باليتس في موسم 1951–1952، ثم لعب مع لوس أنجلوس ليكرز من سنة 1951 إلى 1955.

## روابط خارجية
- فرانك سول على موقع إن بي أي (الإنجليزية)
- فرانك سول على موقع سبورتس رفرنس (الإنجليزية)
- فرانك سول على موقع كلية كرة السلة في سبورتس رفرنس.كوم (الإنجليزية)
- فرانك سول على موقع ريلجم (الإنجليزية)
- فرانك سول على موقع بروبوليرز (الإنجليزية)